# 伯利恆 (新罕布什爾州普查規定居民點)
伯利恆（英語：Bethlehem）是位於美國新罕布什爾州格拉夫頓縣的普查規定居民點。

## 人口
根據2020年美國人口普查的數據，伯利恆的面積為4.24平方千米，當中陸地面積為4.23平方千米，而水域面積為0.01平方千米。當地共有人口826人，而人口密度為每平方千米194.81人。